# Добротворская поселковая община
Добротворская поселковая общи́на (укр. Добротвірська селищна громада) — территориальная община в Шептицком районе Львовской области Украины.
Административный центр — посёлок Добротвор.
Население составляет 11 413 человек. Площадь — 206,4 км².

## Населённые пункты
В состав общины входит 1 посёлок (Добротвор) и 19 сёл:
- Гряда
- Долины (Селецкий старостинский округ)
- Долины (Стародобротворский старостинский округ)
- Казаки
- Кошаковские
- Мазарня-Каранская
- Маики
- Матяши
- Незнанов
- Перекалки
- Полоничная
- Рогали
- Рокеты
- Селец
- Старый Добротвор
- Стриганка
- Тартак
- Тычок
- Тышица